# Saint Laurent distribue l'aumône
Saint Laurent distribue l'aumône est une fresque (271 × 205 cm) de la chapelle Nicoline, réalisée dans le palais apostolique du Vatican par Fra Angelico et ses assistants (dont Benozzo Gozzoli) entre 1447 et 1448. La fresque occupe le volet droit du registre médian du mur central et est le troisième épisode des Histoires de saint Laurent.

## Histoire
Fra Angelico a travaillé sur la chapelle Nicoline pendant son séjour à Rome entre 1445 et 1450. Les premiers documents attestant les fresques sont datés du 9 mai et du 1er juin 1447, sous le pontificat de Nicolas V, mais il est possible qu'elles aient été déjà commencé les deux années précédentes, sous Eugène IV.
Les fresques de ce qui était la chapelle privée du pape devaient être terminées, après une pause de l'été 1447 lorsque le peintre se rendit à Orvieto, à la fin de 1448. En fait, le 1er janvier 1449, Fra Angelico reçut la commission pour un nouvel emploi.

## Description
La scène de Saint Laurent distribue l'aumône est située à côté de celle de Saint Laurent reçoit les trésors de l'Église, dont elle est séparée par une corniche. La scène représentée est tirée de la légende de saint Laurent de Rome, décrite à l'exemple de saint Ambroise. Laurent, ayant reçu les biens du pape Sixte II avant d'être tué, les distribue aux pauvres avant qu'elles ne soient réquisitionnées par l'empereur Valérien.
L'épisode se déroule dans un bâtiment majestueux à l'architecture Renaissance, qui est une version en perspective de la scène de Saint Étienne distribuant l'aumône, dans la lunette du mur de gauche. Dans ce cas aussi, le diacre est représenté dans la sacristie d'une basilique, mais derrière lui, à travers le rectangle audacieux du portail, la ligne de fuite perspective traverse toute la nef, de style paléochrétien, avec des colonnes soutenant des architraves et une grande abside centrale, qui met en valeur la figure de saint Laurent. La perspective centrale a été introduite à Rome par Angelico et la représentation d'une perspective de colonnes à l'intérieur d'une basilique, également utilisée peu de temps auparavant dans la fresque de la Consécration de saint Laurent comme diacre, est utilisée ici à une échelle monumentale, après quelques expériences précédentes en petit format dans des œuvres telles que la Présentation au temple de la prédelle de  L'Annonciation de Cortone (années 1430) ou  L'Apparition des saints Pierre et Paul à Dominique de la prédelle du Couronnement de la Vierge du musée du Louvre  (1434-1435 environ).
Au premier plan, le portail est décoré de pilastres corinthiens aux motifs végétaux inhabituels, que l'on retrouve également dans d'autres fresques de la chapelle, mais qui n'ont aucune analogie avec l'architecture classique ou Renaissance du deuxième quart du XVe siècle.
Laurent est entouré d'une multitude bigarrée de personnes dans le besoin : un boiteux, un homme sans jambes qui se traîne avec des poignées en bois, un aveugle, un pèlerin, un mendiant, deux mères avec leurs enfants, deux petits orphelins en haillons. Malgré les références réalistes aux pauvres et aux malades qui reçoivent l'aumône, le sens qui prévaut dans la fresque est celui de l'ordre général et de l'harmonie.

## Style
Les fresques de la chapelle Nicoline sont profondément différentes de celles du couvent de San Marco à Florence (vers 1440-1445), en raison de la richesse des détails, des citations cultivées, des motifs variés, inspirés des principes de richesse, de complexité dans la composition et de variété. Comme l'ont souligné des érudits tels que John Pope-Hennessy, les différences ne sont pas dues à une évolution du style de l'auteur, mais plutôt à la destination différente de la décoration : à San Marco, les fresques devaient accompagner et aider la méditation des moines, tandis qu'au Vatican, elles devaient célébrer la puissance et l'immensité des horizons intellectuels de la papauté dans l'entreprise de renouveler les gloires de la Rome antique après l'abandon désastreux de la ville pendant la captivité d'Avignon.
Comme dans les autres œuvres d'Angelico, l'élément central du tableau est la lumière claire et diffuse.

## Sources
- (it) Cet article est partiellement ou en totalité issu de l’article de Wikipédia en italien intitulé « San Lorenzo distribuisce le elemosine » (voir la liste des auteurs).